# Thomas Johnen
Thomas Johnen (* 1964 in Mönchengladbach) ist ein deutscher Romanist, Theologe, Buchautor und Professor für Romanische Sprachen mit Schwerpunkt Wirtschaftsspanisch und Wirtschaftsportugiesisch an der Westsächsischen Hochschule Zwickau.

## Werdegang
Von 1984 bis 1993 absolvierte Johnen Studien der Katholischen Theologie, Niederlandistik, Romanistik und Islamwissenschaft sowie in Deutsch als Fremdsprache an den Universitäten Bonn und Köln sowie am Institut Catholique de Toulouse. Im Jahre 2001 wurde er im Fach Romanische Sprachwissenschaft an der Universität Rostock promoviert.
Er war in Deutschland als wissenschaftlicher Mitarbeiter in Forschung und Lehre an den Universitäten Bonn (1992–1994), Rostock (2002–2005) und Hamburg (2004/2005) tätig sowie von 1997 bis 2002 als Lektor für Deutsch als Fremdsprache in Frankreich Universität Nancy II und Université de Picardie Jules Verne in Amiens und von 2005 bis 2008 in Brasilien (Universidade Estadual de Campinas).
Von 2009 bis 2015 hatte er zunächst als Gastprofessor, dann als ordentlicher Professor den Lehrstuhl für Portugiesisch an der Universität Stockholm inne. 2014 nahm er einen Ruf an die Westsächsische Hochschule Zwickau an.

## Schriften
als Autor
- Johnen, Thomas (1990): Die Eschatologie in der Theologie der Befreiung unter besonderer Berücksichtigung des brasilianischen Kontextes. Diplomarbeit. Bonn: Universität Bonn, Katholisch-Theologische Fakultät.
- Johnen, Thomas (1992): Die Modalverben im Portugiesischen und im Deutschen: eine kontrastive Analyse. Magisterarbeit. Bonn: Universität Bonn, Philosophische Fakultät.
- Johnen, Thomas (2001): Die Modalverben des Portugiesischen (PE und PB): Semantik, Grammatik und Pragmatik in der Verortung einer kommunikativen Grammatik. Dissertation. Rostock: Universität Rostock 2001.
- Johnen, Thomas (2003a): Die Modalverben des Portugiesischen (PB und PE): Semantik und Pragmatik in der Verortung einer kommunikativen Grammatik. (Philologia: Sprachwissenschaftliche Forschungsergebnisse 60). Hamburg: Kovač 2003. ISBN 978-3-8300-1195-8.
- Johnen, Thomas (2006e): Redewiedergabe zwischen Konnektivität und Modalität: Zur Markierung von Redewiedergabe in Dolmetscheräußerungen in gedolmetschten Arzt-Patientengesprächen. Hamburg: Universität Hamburg, Sonderforschungsbereich 538, Mehrsprachigkeit (Arbeiten zur Mehrsprachigkeit, Folge B; 71).
- Johnen, Thomas (2019): Nominale Anredeformen in Fernsehwahlduellen: ein multilingualer Vergleich. Zwickau: Westsächsische Hochschule Zwickau, Fakultät Angewandte Sprachen und Interkulturelle Kommunikation (ZwIKSprache; 3). ISBN 978-3-946409-02-1. doi:10.34806/19wq-t276

als Herausgeber
- Johnen, Thomas / Savedra, Mônica / Schröder, Ulrike (Hrsg.) (2019): Sprachgebrauch im Kontext: Die deutsche Sprache im Kontakt, Vergleich und in Interaktion mit Lateinamerika/Brasilien. Stuttgart: Ibidem (Kultur – Kommunikation – Kooperation; 23). ISBN 978-3-8382-0825-1.
- Johnen, Thomas / Mattern, Christopher / Wunderlich, Jasmin (Hrsg.) (2023): Portugiesisch - Globale Sprache des 21. Jahrhunderts: Kulturen, Literaturen, Wissenschaft und Wirtschaft; Abstracts der Vorträge auf dem 15. Deutschen Lusitanistentag, 19.-23. September 2023, Westsächsische Hochschule Zwickau; Português - Língua global do século XXI: Culturas, Literaturas, Ciência e Economia; Caderno de resumos do 15º Congresso Alemão de Lusitanistas, 19 a 23 de setembro de 2023, Universidade de Ciências Aplicadas de Zwickau. Zwickau:  Fakultät Angewandte Sprachen und Interkulturelle Kommunikation, Westsächsische Hochschule Zwickau (ZwIKSprache; 5). ISBN 978-3-946409-08-3. doi: 10.34806/679p-3b04
- Johnen, Thomas / Santos Liliane / Schmidt-Radefeldt, Jürgen (Hrsg.) (2025): Gramática Comunicativa e Ensino de Português Língua Não Materna num Mundo Multilíngue: Estudos In Memoriam do Professor Doutor João Malaca Casteleiro. Zwickau: Westsächsische Hochschule Zwickau, Fakultät Angewandte Sprachen und Interkulturelle Kommunikation (ZwIKSprache; 6). ISBN 978-3-946409-07-6; doi: 10.34806/9783946409076
- Johnen, Thomas / Rink-Neave, Thomas/ Wetzel, Emilia (Hrsg.): Theoretische und praktische Zugänge zur Wissenschafts- und Fachkommunikation und innovative Ansätze zur Fremdsprachendidaktik: Festschrift für Ines-Andrea Busch-Lauer zum 65. Geburtstag.  Zwickau: Westsächsische Hochschule Zwickau, Fakultät Angewandte Sprachen und Interkulturelle Kommunikation (ZwIKSprache; 8), 13-37. ISBN 978-3-946409-12-0; doi: 10.34806/9783946409120